# M'Rara
M'Rara (în arabă مرارة) este o comună din provincia El Oued, Algeria.
Populația comunei este de 7.999 de locuitori (2008).